# Muhammad ibn Rumahis
Muhammad Ibn Rumahis fue un marino liberto, almirante de la flota califal con base en Almería en el siglo X, donde fijó su residencia, y gobernador de la cora de Bayyana hasta su fallecimiento en 971 en que fue sustituido por su hijo Abd al-Rahman ibn Muhammad ibn Rumahis en ambos puestos. Impulsó la creación de la ciudad de Almería el año 955.

## Biografía
Muhammad ibn Rumahis nació en algún lugar del norte de la península ibérica donde fue hecho cautivo en una razia realizada por el califa Abd al-Rahman III (891-961). Al conocer sus habilidades marineras lo manumitió y lo nombró almirante de la flota califal, participando en diversas acciones desde 940 hasta su muerte en 360 de la Hégira (971). En una de sus operaciones de piratería por el Mediterráneo en 960 hizo cautivos a cuatro rabinos de oriente que vendió en algunos puertos. Uno de ellos, Moses ben Hanoch, sería vendido en Córdoba, junto con su hijo, Hanoch ben Moses. Accidentalmente, pues, se revitalizó la escuela talmúdica de aquella ciudad.
Tuvo a su mando una flota de unos trescientos navíos de guerra y cientos de naves comerciales, muchas construidas en Almería. Se le equiparaba a un califa de la mar por el gran poder que acumulaba.
En el año 328 de la Hégira (939-940) es nombrado por primera vez gobernador de la cora de Bayyana (Pechina). Posteriormente ocuparía al mismo tiempo los cargos de jefe de la flota y gobernador de la cora de Pechina o de Almería hasta su muerte, siendo confirmado por el sucesor de Abd al-Rahman III, su hijo Alhakén II, entonces príncipe, nombrándolo también gobernador de la cora de Elvira o Granada (941). Durante estos años el Mediterráneo occidental es un mar islámico debido a las acciones de las armadas fatimíes y califales. Los corsarios del sudeste de España actúan con independencia del qaid de Pechina, Muhammad ibn Rumahis, lo que permite al califa cordobés desentenderse de las quejas que recibe de países europeos.

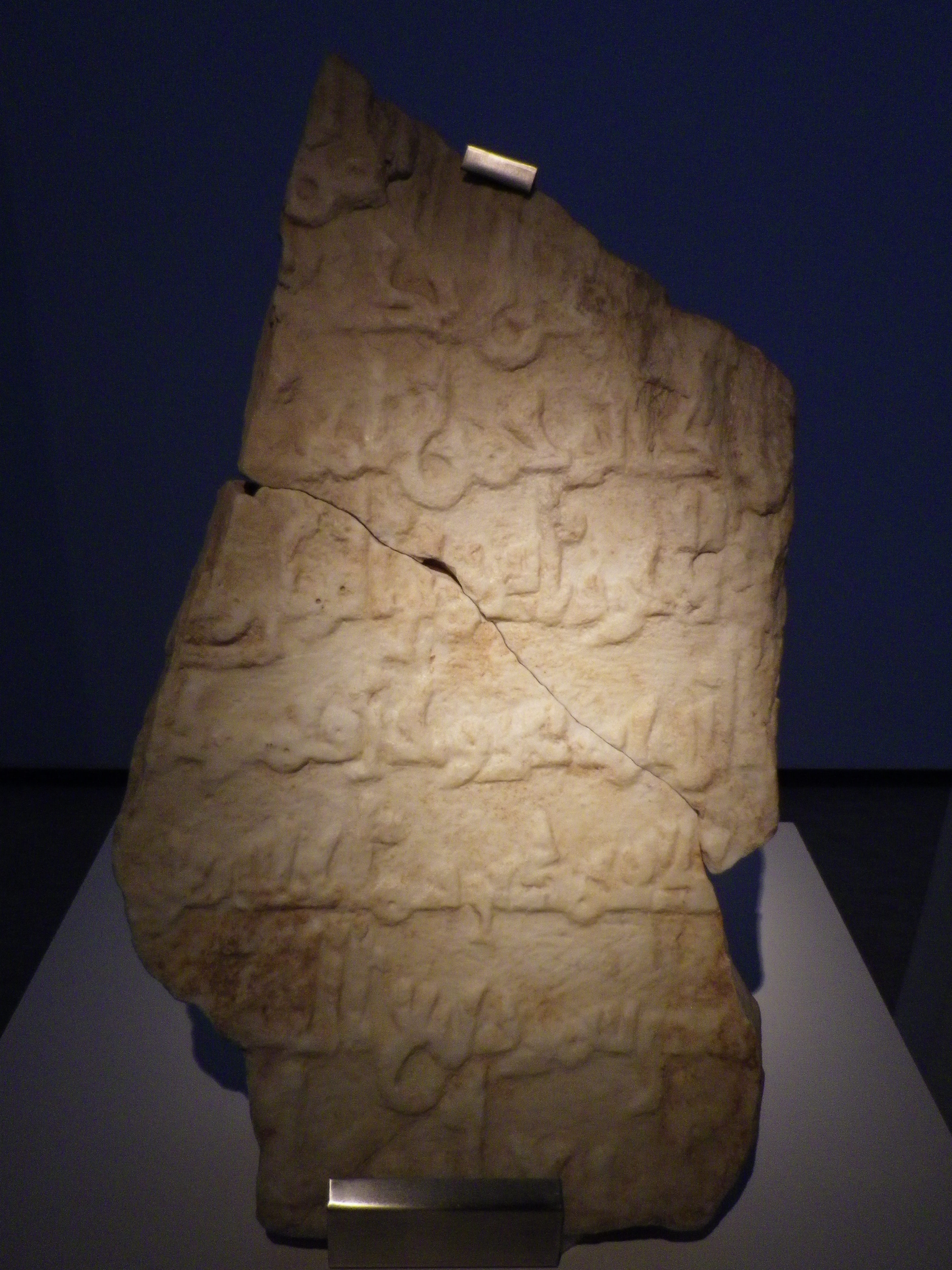
Piedra fundacional de la ciudad de Almería. Museo Arqueológico de Almería.

Se le supone relacionado con la fundación de la ciudad de Almería en 955, según tesis del arabista Manuel Ocaña Jiménez que recoge en su obra el Padre Tapia, supuestamente es el “Muhammad” que aparece en una posible piedra fundacional en que se cita a Abd al Rahman III. Debieron ser unas obras relacionadas con el puerto, sus defensas o las atarazanas para hacer referencia al almirante. Ibn Rumahis convence al califa para que convierta en ciudad el puerto de Almería hasta entonces solo un arrabal marinero de Pechina, en el año 344 (955-956), tras una incursión de la flota siciliana, y la prepare como base naval.
Ibn Rumahis fallece a comienzos de 971, viendo una nueva ciudad, sus defensas, la mezquita aljama, de época de Al-Hakán II, las atarazanas, siendo la base naval más importante del Califato. Le sucede en el gobierno de la cora de Pechina y en el mando de la flota su hijo Abd al-Rahman ibn Muhammad ibn Rumahis.

### Acciones militares
- 319 (931-932): Parte como voluntario con otros marinos de Pechina hacia las costas de África con 120 navíos, realizó varias operaciones y volvió a Almería.[7]
- 940: Dos naves de guerra con tripulación de Almería se asientan en Tortosa y desde allí organiza un ataque contra Barcelona[11] con un total de diez naves, llegando a ra’s al-salib (¿cabo de Creus?), al extremo del golfo de Anbawryas (¿Ampurias?) y de allí llegó a Barcelona. Cobrados los tributos pasa de nuevo a Tortosa antes de su vuelta a Córdoba.[12]
- 943: El lunes día 13 de sawwal de 331 (20 de junio de 943) sale de Almería con treinta naves de guerra y seis galeras para una campaña contra las costas de Francia (Ifranya), donde un temporal las dispersa. Con las nueve embarcaciones supervivientes, saquea algunas poblaciones como al-Qitana (Agda, desembocadura del río Hérault) y vuelve con botín. Atacó Masiniya (¿Marsella?). Después regresaron a Almería. Durante ese tiempo queda como gobernador de Pechina y Almería su hijo Abd al-Rahman.[13]
- 945: El mes de du-li-hiyya de 333 (julio-agosto de 945) dirige una expedición contra los Banu Muhammad (Idrisíes) de Ceuta. El 25 de octubre de ese año inicia otra campaña en Marruecos. Forman la escuadra quince navíos, dos galeras y un barco explorador. En ambos casos queda su hijo en el gobierno de Pechina y Almería.[14]
- 966: Una flota de piratas daneses formada por veintiocho navíos ataca Lisboa y son derrotados por la flota califal que había salido de Sevilla en la desembocadura del río de Silves.[15]

### Nombre de la ciudad
Fundada la ciudad de Almería en 955, hay varias teorías sobre el origen de su nombre. Respecto a sus fundadores, dos posibles significados de al-Mariyat, entre otros. De al-Maryan o María, nombre de la favorita del califa, o de la Virgen María, porque  Muhammad ibn Rumahis, mozárabe, colocara una imagen sobre la puerta principal de la ciudad, Puerta de la Imagen.